# World Matchplay
World Matchplay, také známé jako Betfred World Matchplay, je každoročně pořádaný profesionální šipkařský turnaj organizace Professional Darts Corporation. Luke Littler je aktuálním šampionem poté, co ovládl ročník 2025.

## Historie
World Matchplay se koná každoročně od roku 1994 v Empress Ballroom ve Winter Gardens v Blackpoolu, jedinou výjimkou byl rok 2020, kdy se z důvodu pandemie covidu-19 turnaj uspořádal v Marshall aréně v Milton Keynes bez diváků. Prvním vítězem se stal Larry Butler, který porazil Dennise Priestleyho 16–12. Turnaj byl označován jako 2. největší PDC soutěž po mistrovství světa, jelikož vstupenky byly vyprodány během tří dní.
Do roku 2012 musel být rozdíl na konci zápasu mezi hráči alespoň dva legy. Když byl například stav v prvním kole 9–9, museli hráči pokračovat až do okamžiku, kdy jeden vyhrál dva legy za sebou. Od roku 2013 došlo ke změně, pokud nestačilo ani 6 legů navíc k určení vítěze, následoval jeden rozhodující – v prvním kole tak následoval po stavu 12–12.
Za svou 32letou existenci turnaj ovládlo 14 šipkařů: šestnáctkrát Phil Taylor, třikrát Michael van Gerwen, dvakrát Rod Harrington, jednou zvítězili Gary Anderson, Dimitri Van den Bergh, Larry Butler, Rob Cross, Peter Evison, Colin Lloyd, James Wade, Peter Wright, Nathan Aspinall, Luke Humphries a Luke Littler. Dennis Priestley byl třikrát po sobě druhý. Dimitri Van den Bergh se v roce 2020 stal prvním hráčem, který získal titul při své premiéře na turnaji.
Od roku 2018 získává vítěz turnaje trofej Phila Taylora, pojmenovanou na počest šipkaře, který v tomto roce odešel do sportovního důchodu.

## Seznam finálových zápasů
| Rok  | Vítěz (průměr ve finále)      | Skóre | Finalista (průměr ve finále)   | Finanční odměna | Finanční odměna | Finanční odměna | Sponzor           |
| Rok  | Vítěz (průměr ve finále)      | Skóre | Finalista (průměr ve finále)   | Celkem          | Vítěz           | Finalista       | Sponzor           |
| ---- | ----------------------------- | ----- | ------------------------------ | --------------- | --------------- | --------------- | ----------------- |
| 1994 | Larry Butler (90.72)          | 16–12 | Dennis Priestley (91.59)       | £42 800         | £10 000         | £6 000          | Proton Cars       |
| 1995 | Phil Taylor (90.72)           | 16–11 | Dennis Priestley (87.63)       | £42 800         | £10 000         | £6 000          | Webster's Brewery |
| 1996 | Peter Evison (100.51)         | 16–14 | Dennis Priestley (96.67)       | £46 000         | £12 000         | £7 000          | Webster's Brewery |
| 1997 | Phil Taylor (106.32)          | 16–11 | Alan Warriner (98.42)          | £46 000         | £12 000         | £6 000          | Webster's Brewery |
| 1998 | Rod Harrington (95.03)        | 19–17 | Ronnie Baxter (94.07)          | £58 000         | £14 000         | £7 000          | PDC               |
| 1999 | Rod Harrington (85.95)        | 19–17 | Peter Manley (86.91)           | £58 000         | £14 000         | £7 000          | PDC               |
| 2000 | Phil Taylor (100.32)          | 18–12 | Alan Warriner (97.14)          | £58 000         | £14 000         | £7 000          | Stan James        |
| 2001 | Phil Taylor (99.57)           | 18–10 | Richie Burnett (90.99)         | £65 000         | £14 000         | £7 000          | Stan James        |
| 2002 | Phil Taylor (98.76)           | 18–16 | John Part (94.14)              | £75 500         | £15 000         | £7 500          | Stan James        |
| 2003 | Phil Taylor (94.38)           | 18–12 | Wayne Mardle (97.44)           | £80 000         | £15 000         | £8 000          | Stan James        |
| 2004 | Phil Taylor (100.20)          | 18–8  | Mark Dudbridge (89.24)         | £100 000        | £20 000         | £10 000         | Stan James        |
| 2005 | Colin Lloyd (97.89)           | 18–12 | John Part (94.53)              | £120 000        | £25 000         | £12 500         | Stan James        |
| 2006 | Phil Taylor (100.08)          | 18–11 | James Wade (90.01)             | £150 000        | £30 000         | £15 000         | Stan James        |
| 2007 | James Wade (96.83)            | 18–7  | Terry Jenkins (91.62)          | £200 000        | £50 000         | £20 000         | Stan James        |
| 2008 | Phil Taylor (109.47)          | 18–9  | James Wade (102.58)            | £300 000        | £60 000         | £30 000         | Stan James        |
| 2009 | Phil Taylor (106.05)          | 18–4  | Terry Jenkins (92.32)          | £400 000        | £100 000        | £50 000         | Stan James        |
| 2010 | Phil Taylor (105.16)          | 18–12 | Raymond van Barneveld (100.11) | £400 000        | £100 000        | £50 000         | Stan James        |
| 2011 | Phil Taylor (103.84)          | 18–8  | James Wade (98.84)             | £400 000        | £100 000        | £50 000         | Sky Bet           |
| 2012 | Phil Taylor (98.97)           | 18–15 | James Wade (95.92)             | £400 000        | £100 000        | £50 000         | Betfair           |
| 2013 | Phil Taylor (111.23)          | 18–13 | Adrian Lewis (105.92)          | £400 000        | £100 000        | £50 000         | BetVictor         |
| 2014 | Phil Taylor (107.19)          | 18–9  | Michael van Gerwen (101.49)    | £450 000        | £100 000        | £50 000         | BetVictor         |
| 2015 | Michael van Gerwen (99.91)    | 18–12 | James Wade (90.37)             | £450 000        | £100 000        | £50 000         | BetVictor         |
| 2016 | Michael van Gerwen (103.93)   | 18–10 | Phil Taylor (101.13)           | £450 000        | £100 000        | £50 000         | BetVictor         |
| 2017 | Phil Taylor (104.24)          | 18–8  | Peter Wright (99.74)           | £500 000        | £115 000        | £55 000         | BetVictor         |
| 2018 | Gary Anderson (101.12)        | 21–19 | Mensur Suljović (104.43)       | £500 000        | £115 000        | £55 000         | BetVictor         |
| 2019 | Rob Cross (95.16)             | 18–13 | Michael Smith (95.91)          | £700 000        | £150 000        | £70 000         | Betfred           |
| 2020 | Dimitri Van den Bergh (98.31) | 18–10 | Gary Anderson (92.81)          | £700 000        | £150 000        | £70 000         | Betfred           |
| 2021 | Peter Wright (105.90)         | 18–9  | Dimitri Van den Bergh (100.88) | £700 000        | £150 000        | £70 000         | Betfred           |
| 2022 | Michael van Gerwen (101.19)   | 18–14 | Gerwyn Price (96.92)           | £800 000        | £200 000        | £100 000        | Betfred           |
| 2023 | Nathan Aspinall (96.21)       | 18–6  | Jonny Clayton (93.56)          | £800 000        | £200 000        | £100 000        | Betfred           |
| 2024 | Luke Humphries (100.94)       | 18–15 | Michael van Gerwen (98.74)     | £800 000        | £200 000        | £100 000        | Betfred           |
| 2025 | Luke Littler (107.24)         | 18–13 | James Wade (101.54)            | £800 000        | £200 000        | £100 000        | Betfred           |

## Rekordy a statistiky
Aktuální k 27. červenci 2025

### Počet účastí ve finále
| Pořadí | Hráč                  | Země       | Vítězství | Finalista | Finále celkem | Celkem na turnaji |
| ------ | --------------------- | ---------- | --------- | --------- | ------------- | ----------------- |
| 1      | Phil Taylor           | Anglie     | 16        | 1         | 17            | 24                |
| 2      | Michael van Gerwen    | Nizozemsko | 3         | 2         | 5             | 17                |
| 3      | Rod Harrington        | Anglie     | 2         | 0         | 2             | 9                 |
| 4      | James Wade            | Anglie     | 1         | 6         | 7             | 20                |
| 5      | Gary Anderson         | Skotsko    | 1         | 1         | 2             | 17                |
| 5      | Dimitri Van den Bergh | Belgie     | 1         | 1         | 2             | 5                 |
| 5      | Peter Wright          | Skotsko    | 1         | 1         | 2             | 16                |
| 8      | Nathan Aspinall       | Anglie     | 1         | 0         | 1             | 7                 |
| 8      | Larry Butler          | USA        | 1         | 0         | 1             | 3                 |
| 8      | Rob Cross             | Anglie     | 1         | 0         | 1             | 9                 |
| 8      | Peter Evison          | Anglie     | 1         | 0         | 1             | 11                |
| 8      | Luke Humphries        | Anglie     | 1         | 0         | 1             | 5                 |
| 8      | Luke Littler          | Anglie     | 1         | 0         | 1             | 2                 |
| 8      | Colin Lloyd           | Anglie     | 1         | 0         | 1             | 15                |
| 15     | Dennis Priestley      | Anglie     | 0         | 3         | 3             | 17                |
| 16     | Terry Jenkins         | Anglie     | 0         | 2         | 2             | 13                |
| 16     | John Part             | Kanada     | 0         | 2         | 2             | 15                |
| 16     | Alan Warriner         | Anglie     | 0         | 2         | 2             | 14                |
| 19     | Raymond van Barneveld | Nizozemsko | 0         | 1         | 1             | 16                |
| 19     | Ronnie Baxter         | Anglie     | 0         | 1         | 1             | 17                |
| 19     | Richie Burnett        | Wales      | 0         | 1         | 1             | 9                 |
| 19     | Jonny Clayton         | Wales      | 0         | 1         | 1             | 8                 |
| 19     | Mark Dudbridge        | Anglie     | 0         | 1         | 1             | 8                 |
| 19     | Adrian Lewis          | Anglie     | 0         | 1         | 1             | 17                |
| 19     | Peter Manley          | Anglie     | 0         | 1         | 1             | 13                |
| 19     | Wayne Mardle          | Anglie     | 0         | 1         | 1             | 7                 |
| 19     | Gerwyn Price          | Wales      | 0         | 1         | 1             | 11                |
| 19     | Michael Smith         | Anglie     | 0         | 1         | 1             | 13                |
| 19     | Mensur Suljović       | Rakousko   | 0         | 1         | 1             | 7                 |

- Aktivní hráči jsou vyznačení tučně
- V případě identických výsledků jsou hráči řazeni abecedně

### Vítězové podle zemí
| Země       | Hráči | Celkem | První titul | Poslední titul |
| ---------- | ----- | ------ | ----------- | -------------- |
| Anglie     | 9     | 25     | 1995        | 2025           |
| Nizozemsko | 1     | 3      | 2015        | 2022           |
| USA        | 1     | 1      | 1994        | 1994           |
| Skotsko    | 2     | 2      | 2018        | 2021           |
| Belgie     | 1     | 1      | 2020        | 2020           |

### Zakončení devíti šipkami
Nejkratší možné zakončení se podařilo na turnaji devětkrát, poprvé v roce 2002.
| Hráč                  | Rok (+ kolo)      | Způsob                              | Soupeř           | Výsledek  |
| --------------------- | ----------------- | ----------------------------------- | ---------------- | --------- |
| Phil Taylor           | 2002, čtvrtfinále | 3 × T20; 3 × T20; T20, T19, D12     | Chris Mason      | Vítězství |
| Raymond van Barneveld | 2010, 1. kolo     | 3 × T20; 3 × T20; T20, T19, D12     | Denis Ovens      | Vítězství |
| John Part             | 2011, 1. kolo     | 3 × T20; 3 × T20; T20, T19, D12     | Mark Webster     | Prohra    |
| Michael van Gerwen    | 2012, osmifinále  | 3 × T20; 3 × T20; T20, T19, D12     | Steve Beaton     | Vítězství |
| Wes Newton            | 2012, osmifinále  | 3 × T20; 2 × T20, T19; 2 × T20, D12 | Justin Pipe      | Prohra    |
| Phil Taylor           | 2014, osmifinále  | 3 × T20; 2 × T20, T19; 2 × T20, D12 | Michael Smith    | Vítězství |
| Gary Anderson         | 2018, čtvrtfinále | 3 × T20; 3 × T20; T20, T19, D12     | Joe Cullen       | Vítězství |
| Gerwyn Price          | 2022, semifinále  | 3 × T20; 3 × T20; T19, T20, D12     | Danny Noppert    | Vítězství |
| Dimitri Van den Bergh | 2024, 1. kolo     | 3 × T20; 3 × T20; T19, T20, D12     | Martin Schindler | Vítězství |
| Luke Littler          | 2025, semifinále  | 3 × T20; 3 × T20; T20, T17, D15     | Josh Rock        | Vítězství |

## Formát
Od počátku se turnaj hraje pouze na legy. Počet legů na vítězství se v průběhu let měnil. V historii turnaje musel vítěz vždy zápas vyhrát alespoň o dva legy, do roku 2012 neplatilo v počtu legů navíc žádné omezení.

### 1994
- První kolo: 8 vítězných legů
- Osmifinále: 8 vítězných legů
- Čtvrtfinále: 11 vítězných legů
- Semifinále: 11 vítězných legů
- Finále: 16 vítězných legů

### 1995–1996
- První kolo: 8 vítězných legů
- Osmifinále: 8 vítězných legů
- Čtvrtfinále: 11 vítězných legů
- Semifinále: 13 vítězných legů
- Finále: 16 vítězných legů

### 1997
- Předkolo: 6 vítězných legů, za stavu 5–5 následuje rozhodující leg
- První kolo: 8 vítězných legů
- Osmifinále: 8 vítězných legů
- Čtvrtfinále: 11 vítězných legů
- Semifinále: 13 vítězných legů
- Finále: 16 vítězných legů

### 1998
- První kolo: 8 vítězných legů
- Osmifinále: 8 vítězných legů
- Čtvrtfinále: 13 vítězných legů
- Semifinále: 13 vítězných legů
- Finále: 18 vítězných legů

### 1999–2012
- První kolo: 10 vítězných legů
- Osmifinále: 13 vítězných legů
- Čtvrtfinále: 16 vítězných legů
- Semifinále: 17 vítězných legů
- Finále: 18 vítězných legů

### 2013–2015
- První kolo: 10 vítězných legů (zápas musí být vyhrán o dva čisté legy, za stavu 12–12 následuje rozhodující leg)
- Osmifinále: 13 vítězných legů (zápas musí být vyhrán o dva čisté legy, za stavu 15–15 následuje rozhodující leg)
- Čtvrtfinále: 16 vítězných legů (zápas musí být vyhrán o dva čisté legy, za stavu 18–18 následuje rozhodující leg)
- Semifinále: 17 vítězných legů (zápas musí být vyhrán o dva čisté legy, za stavu 19–19 následuje rozhodující leg)
- Finále: 18 vítězných legů (zápas musí být vyhrán o dva čisté legy, za stavu 20–20 následuje rozhodující leg)

### 2016–současnost
- První kolo: 10 vítězných legů (zápas musí být vyhrán o dva čisté legy, za stavu 12–12 následuje rozhodující leg)
- Osmifinále: 11 vítězných legů (zápas musí být vyhrán o dva čisté legy, za stavu 13–13 následuje rozhodující leg)
- Čtvrtfinále: 16 vítězných legů (zápas musí být vyhrán o dva čisté legy, za stavu 18–18 následuje rozhodující leg)
- Semifinále: 17 vítězných legů (zápas musí být vyhrán o dva čisté legy, za stavu 19–19 následuje rozhodující leg)
- Finále: 18 vítězných legů (zápas musí být vyhrán o dva čisté legy, za stavu 20–20 následuje rozhodující leg)